# Erich Holewa

Erich Holewa född 22 februari 1896 i Berlin, död 1942 i Auschwitz var en tysk-österrikisk handelsresande som vistades i Sverige 1938 men utvisades och senare mördades i Auschwitz.

## Biografi

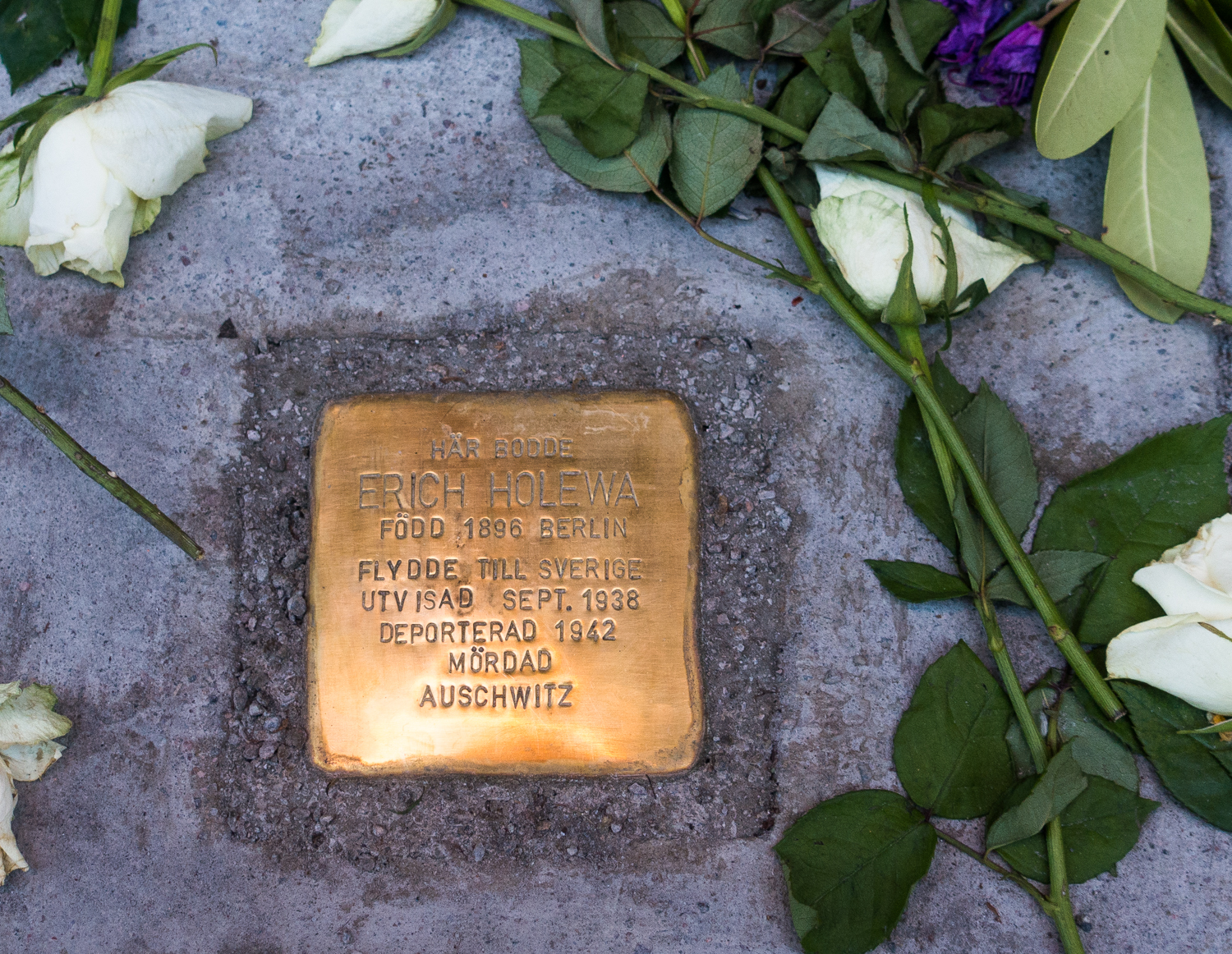
Snubbelsten till minne av Erich Holewa vid Kungsholmstorg 6 i Stockholm

Erich Holewa var handelsresande och hade sedan 1927 besökt Sverige flera gånger per år. Han var bror till pianisten och musikern Hans Holewa som flydde undan nazisternas judeförföljelser till Sverige i augusti 1937. I augusti 1938 bodde Erich hos sin bror och hans familj på Kungsholmstorg 6 i Stockholm, och ansökte om uppehållstillstånd för sig själv samt sin hustru Lotte (f. 26 september 1898) och son Peter (f. 21 december 1921). De fick avslag på sin ansökan och tvingades lämna Sverige i september 1938.
Kort därefter ansökte Holewa från Berlin på nytt om inresetillstånd för sig och sin familj, vilket avslogs i november 1938. I mars 1939 ansökte han igen om inresetillstånd, denna gång från Antwerpen i Belgien. I maj 1940 blev Erich Holewa och hans son Peter arresterade på öppen gata av belgisk polis i samband med den tyska invasionen, och fördes till koncentrationslägret Camp de Noé(fr) i södra Frankrike, medan hustrun Lotte blev kvar i Antwerpen. Sonen Peter dog 1942 i Camp de Noé.
Erich Holewa överlämnades därefter till den tyska ockupationsmakten och deporterades i augusti 1942 från interneringslägret Drancy till Auschwitz där han mördades. Samma månad deporterades Lotte Holewa från lägret Malines (Uppsamlingslägret Mechelen(en)) i Belgien till Auschwitz.

## Eftermäle
Till minne av Erich Holewa och hans öde placerades i juni 2019 en snubbelsten vid Kungsholmstorg 6.